# USS Catfish (SS-339)
USS Catfish (SS-339) là một  tàu ngầm lớp Balao được Hải quân Hoa Kỳ chế tạo trong Chiến tranh Thế giới thứ hai. Nó là chiếc tàu chiến duy nhất của Hải quân Hoa Kỳ được đặt cái tên này, theo tên loài cá da trơn. Nó đã hoạt động trong giai đoạn cuối Thế Chiến II, thực hiện được một chuyến tuần tra duy nhất, và sau khi xung đột chấm dứt đã được nâng cấp trong khuôn khổ Dự án GUPPY II. Nó đã tiếp tục phục vụ trong các cuộc Chiến tranh Lạnh, Chiến tranh Triều Tiên và Chiến tranh Việt Nam. Con tàu được chuyển giao cho Argentina vào năm 1971, và tiếp tục hoạt động như là chiếc ARA Santa Fe (S-21) cho đến khi bị mất tại đảo South Georgia trong cuộc Chiến tranh Falklands năm 1982. Người Anh đã trục vớt xác tàu để đánh chìm ngoài khơi Đại Tây Dương vào năm 1985. Catfish được tặng thưởng tổng cộng năm Ngôi sao Chiến trận do thành tích phục vụ trong Thế Chiến II, Chiến tranh Triều Tiên và Chiến tranh Việt Nam.

## Thiết kế và chế tạo
Thiết kế của lớp Balao được cải tiến dựa trên  tàu ngầm lớp Gato dẫn trước, là một kiểu tàu ngầm hạm đội có tốc độ trên mặt nước cao, tầm hoạt động xa và vũ khí mạnh để tháp tùng hạm đội chiến trận. Khác biệt chính so với lớp Gato là ở cấu trúc lườn chịu áp lực bên trong dày hơn, và sử dụng thép có độ đàn hồi cao (HTS: High-Tensile Steel), cho phép lặn sâu hơn đến 400 ft (120 m). Con tàu dài 311 ft 9 in (95,02 m) và có trọng lượng choán nước 1.526 tấn Anh (1.550 t) khi nổi và 2.424 tấn Anh (2.463 t) khi lặn. Chúng trang bị động cơ diesel dẫn động máy phát điện để cung cấp điện năng cho bốn động cơ điện, đạt được công suất 5.400 shp (4.000 kW) khi nổi và 2.740 shp (2.040 kW) khi lặn, cho phép đạt tốc độ tối đa 20,25 hải lý trên giờ (37,50 km/h) và 8,75 hải lý trên giờ (16,21 km/h) tương ứng. Tầm xa hoạt động là 11.000 hải lý (20.000 km) khi đi trên mặt nước ở tốc độ 10 hải lý trên giờ (19 km/h) và có thể hoạt động kéo dài đến 75 ngày.
Tương tự như lớp Gato dẫn trước, lớp Balao được trang bị mười ống phóng ngư lôi 21 in (530 mm), gồm sáu ống trước mũi và bốn ống phía phía đuôi tàu, chúng mang theo tối đa 24 quả ngư lôi. Vũ khí trên boong tàu gồm một hải pháo 4 inch/50 caliber, một khẩu pháo phòng không Bofors 40 mm nòng đơn và một khẩu đội Oerlikon 20 mm nòng đôi, kèm theo hai súng máy .50 caliber. Trên tháp chỉ huy, ngoài hai kính tiềm vọng, nó còn trang bị ăn-ten radar SD phòng không và SJ dò tìm mặt biển. Tiện nghi cho thủy thủ đoàn bao gồm điều hòa không khí, thực phẩm trữ lạnh, máy lọc nước, máy giặt và giường ngủ cho hầu hết mọi người, giúp họ chịu đựng cái nóng nhiệt đới tại Thái Bình Dương cùng những chuyến tuần tra kéo dài đến hai tháng rưỡi.
Catfish được đặt lườn tại xưởng tàu của hãng Electric Boat Company ở Groton, Connecticut vào ngày 6 tháng 1, 1944. Nó được hạ thủy vào ngày 19 tháng 11, 1944, được đỡ đầu bởi bà J. J. Crowley, và được cho nhập biên chế cùng Hải quân Hoa Kỳ vào ngày 19 tháng 3, 1945 dưới quyền chỉ huy của Hạm trưởng, Thiếu tá Hải quân W. A. Overton.

## Lịch sử hoạt động

### USSCatfish
Catfish khởi hành từ Căn cứ Tàu ngầm Hải quân New London vào ngày 4 tháng 5, 1945 để đi sang Trân Châu Cảng, đến nơi vào ngày 29 tháng 6. Sau khi được huấn luyện và lắp đặt thiết bị mới, nó đi đến Guam cho một đợt huấn luyện đặt biệt, rồi lên đường vào ngày 8 tháng 8 cho chuyến tuần tra duy nhất trong chiến tranh, với nhiệm vụ đặc biệt dò tìm thủy lôi ngoài khơi Kyūshū. Sau khi Nhật Bản chấp nhận đầu hàng vào ngày 15 tháng 8 giúp chấm dứt vĩnh viễn cuộc xung đột, nó được lệnh đi sang vùng biển Hoàng Hải để tuần tra trên mặt nước và làm nhiệm vụ tìm kiếm và giải cứu. Con tàu quay trở về Guam vào ngày 4 tháng 9, rồi tiếp tục hành trình quay về vùng bờ Tây, đi đến Seattle vào ngày 29 tháng 9.
Đặt căn cứ tại San Diego, Catfish hoạt động thường lệ dọc theo vùng bờ Tây, và đã thực hiện hai chuyến đi sang Viễn Đông, thực hiện những lượt tuần tra mô phỏng đồng thời phục vụ cùng Đệ Thất hạm đội.
Từ tháng 8, 1948 đến tháng 5, 1949, Catfish được hiện đại hóa sâu rộng trong khuôn khổ Chương trình Công suất đẩy dưới nước lớn hơn (GUPPY II), được cải thiện đáng kể tốc độ lặn dưới nước và tầm xa hoạt động. Con tàu được phái sang hoạt động tại khu vực Tây Thái Bình Dương đúng vào lúc cuộc Chiến tranh Triều Tiên nổ ra, và nó đã thực hiện chuyến tuần tra trinh sát phục vụ cho lực lượng Liên Hiệp Quốc. Nó quay trở về Hoa Kỳ vào ngày 20 tháng 10, 1950 và tiếp tục đặt căn cứ tại San Diego. Chiếc tàu ngầm hoạt động thường lệ dọc theo vùng bờ Tây, hoạt động phối hợp cùng Hải quân Hoàng gia Canada trong các cuộc tập trận chống tàu ngầm cũng như thực hiện nhiều chuyến đi sang Viễn Đông.
Catfish được cho xuất biên chế, rút tên khỏi danh sách Đăng bạ Hải quân Hoa Kỳ, và chuyển giao cho Argentina vào ngày 1 tháng 7, 1971.

### ARASanta Fe(S-21)
Chiếc tàu ngầm được đổi tên thành ARA Santa Fe (S-21), tên được đặt theo tỉnh Santa Fe, và được Argentina sở hữu đồng thời với tàu ngầm chị em USS Chivo (SS-341), vốn được đổi tên thành ARA Santiago del Estero (S-22), cũng là một tàu ngầm lớp Balao được nâng cấp GUPPY IA.

#### Tranh chấp với Chile
Trong cuộc tranh chấp giữa Chile và Argentina vào năm 1978, toàn bộ bốn chiếc tàu ngầm của Hải quân Argentina, bao gồm cả Santa Fe và Santiago del Estero, được phái đến tuần tra tại khu vực tranh chấp. Mâu thuẫn được giải quyết vào ngày 21 tháng 12 nhờ các nỗ lực thương lượng và ngoại giao, nên đã tránh được chiến tranh, và các con tàu quay trở về căn cứ mà không có sự cố nào.

#### Chiến tranh Falklands
Vào tháng 3, 1982, Santa Fe, dưới quyền chỉ huy của Đại tá Hải quân Horacio Bicain, tham gia cuộc tập trận "Cimarron" phối hợp cùng Hải quân Uruguay; vào lúc này tàu chị em Santiago del Estero không thể hoạt động ngầm dưới nước. Sau đó Santa Fe tham gia trong cuộc Chiến tranh Falklands từ ngày 2 tháng 4 đến ngày 14 tháng 6, 1982 cùng với chiếc ARA San Luis, một  tàu ngầm lớp Type 209 do Đức chế tạo.
Santa Fe đã tham gia cuộc đổ bộ vào ngày 2 tháng 4, 1982, một phần của Chiến dịch Rosario, khi cho đổ bộ người nhái lên vịnh Yorke để đánh dấu bãi đổ bộ cho lực lượng đổ bộ, cùng một nhiệm vụ khác là chiếm hải đăng tại mũi Pembroke. Sau khi hoàn thành nhiệm vụ, chiếc tàu ngầm quay trở về Căn cứ Hải quân Mar del Plata vào ngày 7 tháng 4.
Đến ngày 12 tháng 4, Santa Fe được phân công vận chuyển một đội thủy quân lục chiến Argentina cùng tiếp liệu đến Grytviken trên đảo Nam Georgia, cách Falkland 784 nmi (1.452 km) về phía Đông Nam. Nó khởi hành từ căn cứ Mar del Plata vào sáng sớm ngày 16 tháng 4, trang bị ngư lôi Mark 14 thời Thế Chiến II và ngư lôi Mark 37 hiện đại hơn, và vận chuyển tiếp liệu cho lực lượng Argentina trú đóng tại Nam Georgia từ ngày 3 tháng 4. Nó đi đến Grytviken vào ngày 24 tháng 4, và bắt đầu chất dỡ tiếp liệu và đạn dược, sử dụng một sà lan bị người Anh bỏ lại để chuyển hàng lên bờ. Sau ba chuyến vận chuyển, công việc hoàn tất lúc 05 giờ 44 phút ngày 25 tháng 4, và Santa Fe cấp tốc lên đường, cố đi ra vùng nước sâu để có thể di chuyển ngầm dưới nước, nhưng đến khoảng 06 giờ 00, nó bị lực lượng Anh phát hiện.

#### Bị đánh chìm
Vào ngày 23 tháng 4, trong khuôn khổ Chiến dịch Paraquet, các tàu chiến Anh HMS Brilliant (F90), HMS Antrim (D18), HMS Plymouth (F126) và HMS Endurance được phái cùng một phân đội Thủy quân Lục chiến Hoàng gia và biệt kích Commando cho nhiệm vụ tái chiếm đảo Nam Georgia. Máy bay trực thăng chống ngầm Westland Wessex HAS.3 xuất phát từ tàu khu trục HMS Antrim phát hiện Santa Fe qua radar, và đã tấn công chiếc tàu ngầm bằng mìn sâu, gây ra những hư hại kỹ thuật đáng kể bên trong tàu. Khi Santa Fe quay trở lại Grytviken, tàu frigate HMS Plymouth cho xuất phát thêm một trực thăng Westland Wasp HAS.1, và tàu frigate HMS cho cất cánh một chiếc Westland Lynx HAS.2 tham gia tấn công. Chiếc Lynx thả một ngư lôi Mark 46 tấn công nhưng không trúng đích, nhưng đã bắn phá mục tiêu bằng hỏa lực súng máy L7 7,56 mm. Những chiếc trực thăng cũng tấn công bằng tên lửa chống hạm Aérospatiale AS-12, nhưng các quả tên lửa xuyên qua tháp chỉ huy bằng fiberglass mà không phát nổ. Trên đường quay trở lại đảo Nam Georgia, Santa Fe chống trả những kẻ tấn công bằng súng máy.
Khi đến nơi, thủy thủ của Santa Fe cùng lực lượng trú đóng trên bờ dùng hỏa lực súng trường, súng máy và tên lửa chống tăng Bantam đối phó các máy bay trực thăng nhưng không thành công. Các máy bay Anh kết thúc đợt tấn công để quay trở về tàu của mình. Chiếc tàu ngầm bị hư hại nặng đến mức không thể di chuyển, và thủy thủ bỏ tàu bị ngập nước tại bến tàu Grytviken. Đến 17 giờ 00 ngày 25 tháng 4, chỉ huy lực lượng đồn trú tại Grytviken quyết định đầu hàng sau các phát đạn pháo cảnh cáo từ HMS Plymouth và HMS Antrim, cũng như nhiều máy bay trực thăng đang vận chuyển biệt kích Commando đến các vị trí then chốt. Hạm trưởng cùng thủy thủ của Santa Fe thoạt tiên từ chối đầu hàng, nhưng cuối cùng đã đầu hàng vào sáng ngày 26 tháng 3.

## Phần thưởng
Catfish được tặng thưởng hai Ngôi sao Chiến trận do thành tích phục vụ trong Thế Chiến II, một Ngôi sao Chiến trận trong Chiến tranh Triều Tiên, và thêm hai Ngôi sao Chiến trận khác trong cuộc Chiến tranh Việt Nam.
|                           |  | Bronze star |
|                           |  |             |
| Bronze star               |  | Bronze star |
| Bronze star · Bronze star |  |             |

| Dãi băng Hoạt động Tác chiến                                    | Huân chương Chiến dịch Hoa Kỳ                 | Huân chương Chiến dịch Châu Á-Thái Bình Dương với 1 Ngôi sao Chiến trận |
| Huân chương Chiến thắng Thế Chiến II                            | Huân chương Phục vụ Chiếm đóng Hải quân       | Huân chương Phục vụ Trung Hoa                                           |
| Huân chương Phục vụ Phòng vệ Quốc gia với 1 Ngôi sao Chiến trận | Huân chương Phục vụ Triều Tiên                | Huân chương Viễn chinh Lực lượng Vũ trang với 1 Ngôi sao Chiến trận     |
| Huân chương Phục vụ Việt Nam với 2 Ngôi sao Chiến trận          | Huân chương Liên Hiệp Quốc Phục vụ Triều Tiên | Huân chương Chiến dịch Bội tinh (Việt Nam Cộng Hòa)                     |